# Жозеф Гонсалес
Жозеф Гонсалес (фр. Joseph Gonzales, 19 лютого 1907, Бені-Саф — 26 червня 1984, Обань) — французький футболіст, що грав на позиції захисника, зокрема, за клуби «Марсель» та «Марсель», а також національну збірну Франції. По завершенні ігрової кар'єри — тренер.
Чемпіон Франції. Дворазовий володар Кубка Франції.

## Клубна кар'єра
У футболі дебютував виступами за команду «Бені-Саф». 
Згодом по 1936 рік грав у складі «Асптт Оуйда», «Валансьєнн» та «Фів».
Своєю грою за останню команду привернув увагу представників тренерського штабу клубу «Марсель», до складу якого приєднався 1936 року. Відіграв за команду з Марселя наступні сім сезонів своєї ігрової кар'єри. За цей час виборов титул чемпіона Франції.
Протягом 1943—1944 років захищав кольори команди клубу «Марсель-Прованс».
1944 року повернувся до клубу «Марсель», за який відіграв 3 сезони. Завершив професійну кар'єру футболіста виступами за команду «Олімпік» (Марсель) у 1947 році.

## Виступи за збірну
1936 року дебютував в офіційних матчах у складі національної збірної Франції, зігравши свій єдиний матч проти Бельгії (3-0).
Був присутній в заявці збірної на чемпіонаті світу 1934 року в Італії, але на поле не виходив.

## Кар'єра тренера
Розпочав тренерську кар'єру, ще продовжуючи грати на полі, 1943 року, очоливши тренерський штаб клубу «Марсель».
Останнім місцем тренерської роботи був клуб «Марсель», головним тренером команди якого Жозеф Гонсалес був протягом 1944 року.
Помер 26 червня 1984 року на 78-му році життя у місті Обань.

## Титули і досягнення
- Чемпіон Франції (1):

«Марсель»: 1936-1937
- Володар Кубка Франції (2):

«Марсель»: 1937-1938, 1942-1943